# Korwety typu João Coutinho
Korwety typu João Coutinho – typ sześciu portugalskich korwet, zbudowanych na początku lat 70. XX wieku dla Portugalskiej Marynarki Wojennej. Trzy okręty zbudowane zostały przez hiszpańską stocznię Bazan, a pozostałe trzy przez niemieckie przedsiębiorstwo Blohm + Voss. W literaturze okręty były także określane jako lekkie fregaty.

## Projekt i budowa
Okręty zaprojektowano jako lekkie, stosunkowo tanie i słabo uzbrojone fregaty z myślą o służbie w koloniach portugalskich – Angoli, Mozambiku, Wyspach Zielonego Przylądka oraz Gwinei Bissau. Projekt opracowano w zachodnioniemieckiej stoczni Blohm + Voss w Hamburgu. Trzy okręty, zamówione w kwietniu 1968 roku, zbudowano w tej stoczni, a trzy w hiszpańskiej stoczni Empresa Nacional Bazán. W literaturze okręty określano jako lekkie lub małe fregaty, natomiast oficjalnie zaklasyfikowano je jako korwety.
Na okrętach mógł lądować śmigłowiec, bez możliwości stałego bazowania, oraz mogły zaokrętować 34 żołnierzy piechoty morskiej do celów policyjnych.
Na podstawie okrętów typu João Coutinho powstały cztery zmodyfikowane korwety typu Baptista de Andrade.

## Okręty
| Nazwa                   | Nr burt. | Stocznia | Położenie stępki | Wodowanie    | Wejście do służby | Wycofany |
| ----------------------- | -------- | -------- | ---------------- | ------------ | ----------------- | -------- |
| "António Enes"          | F471     | Bazan    | 10. 04. 1969     | 16. 08. 1969 | 18. 06. 1971      |          |
| "João Coutinho"         | F475     | B + V    | 24. 12. 1968     | 2. 05. 1969  | 28. 02. 1970      | 2014     |
| "Jacinto Cândido"       | F476     | B + V    | 10. 02. 1969     | 16. 06. 1969 | 29. 05. 1970      | 2018     |
| "General Pereira D'Eça" | F477     | B + V    | 21. 04. 1969     | 26. 07. 1969 | 10. 10. 1970      | 2010     |
| "Augusto de Castilho"   | F484     | Bazan    | 15. 10. 1968     | 4. 07. 1969  | 14. 11. 1970      | 2004     |
| "Honório Barreto"       | F485     | Bazan    | 20. 02. 1968     | 11. 04. 1970 | 15. 04. 1971      | 2003     |

Stocznie:
- B + V – Blohm + Voss, Hamburg
- Bazan – Empresa Nacional Bazán, Kartagena[3]

## Opis

### Architektura i kadłub

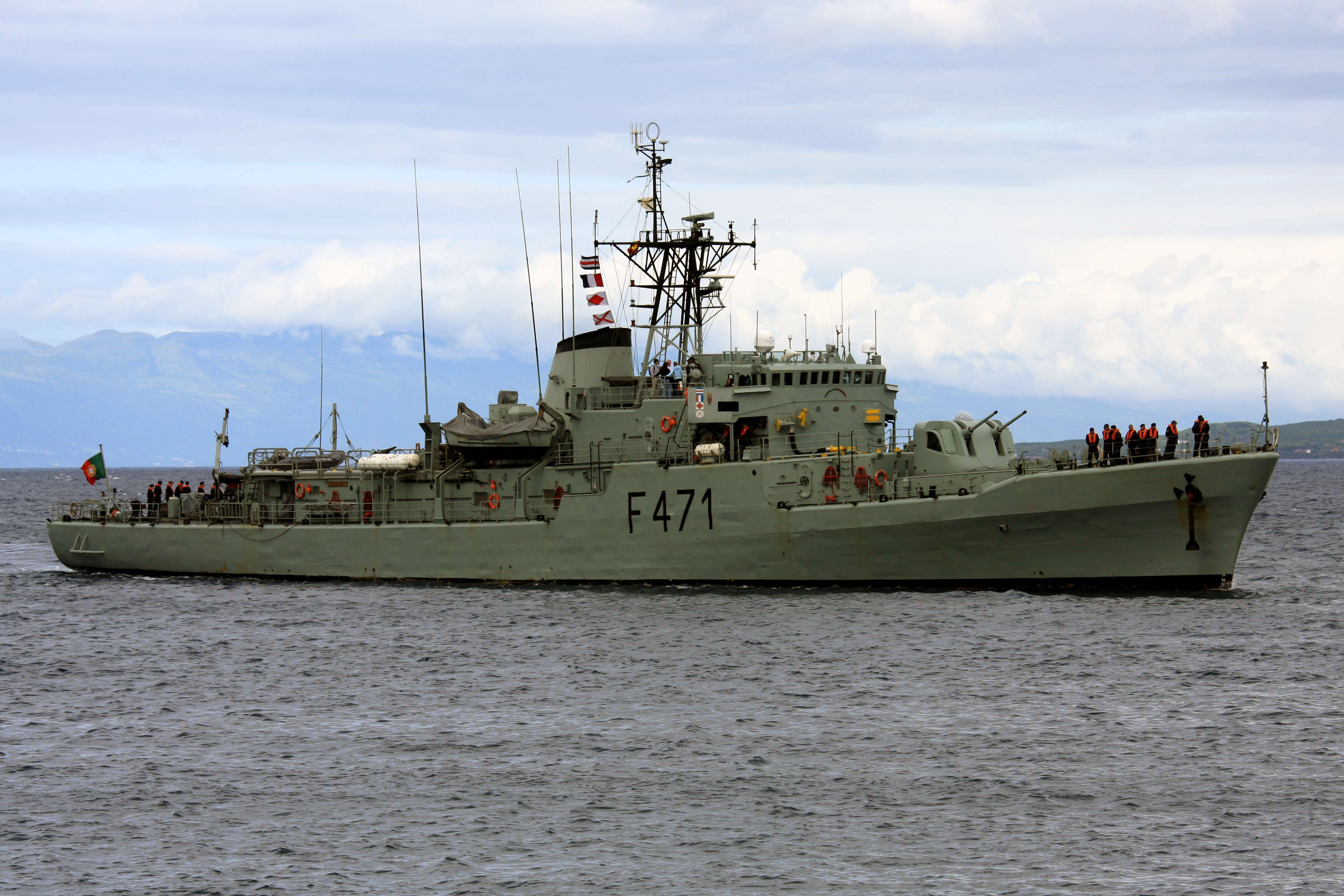
„Antonio Enes” (F471) w 2010

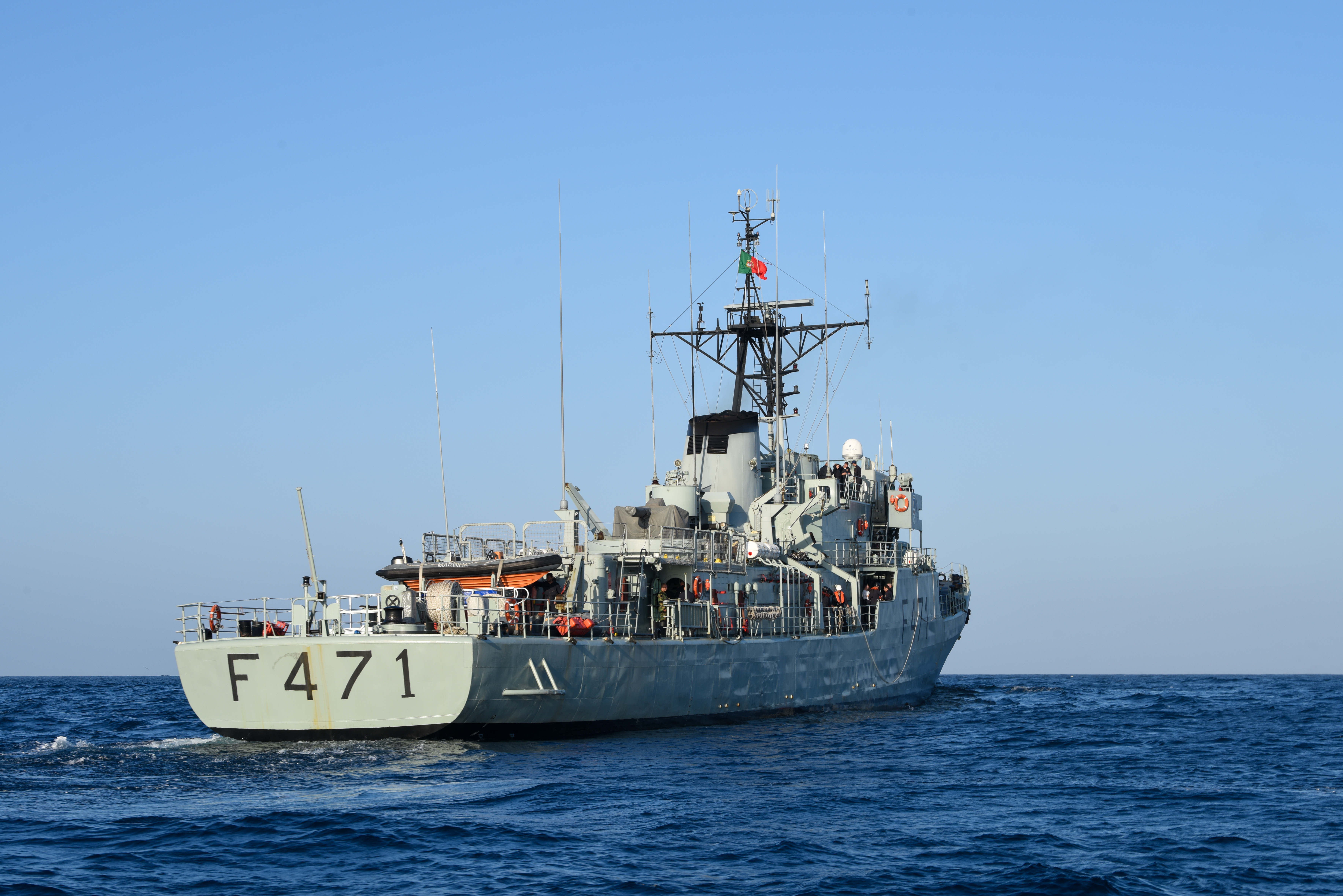
„Antonio Enes” (F471) od rufy

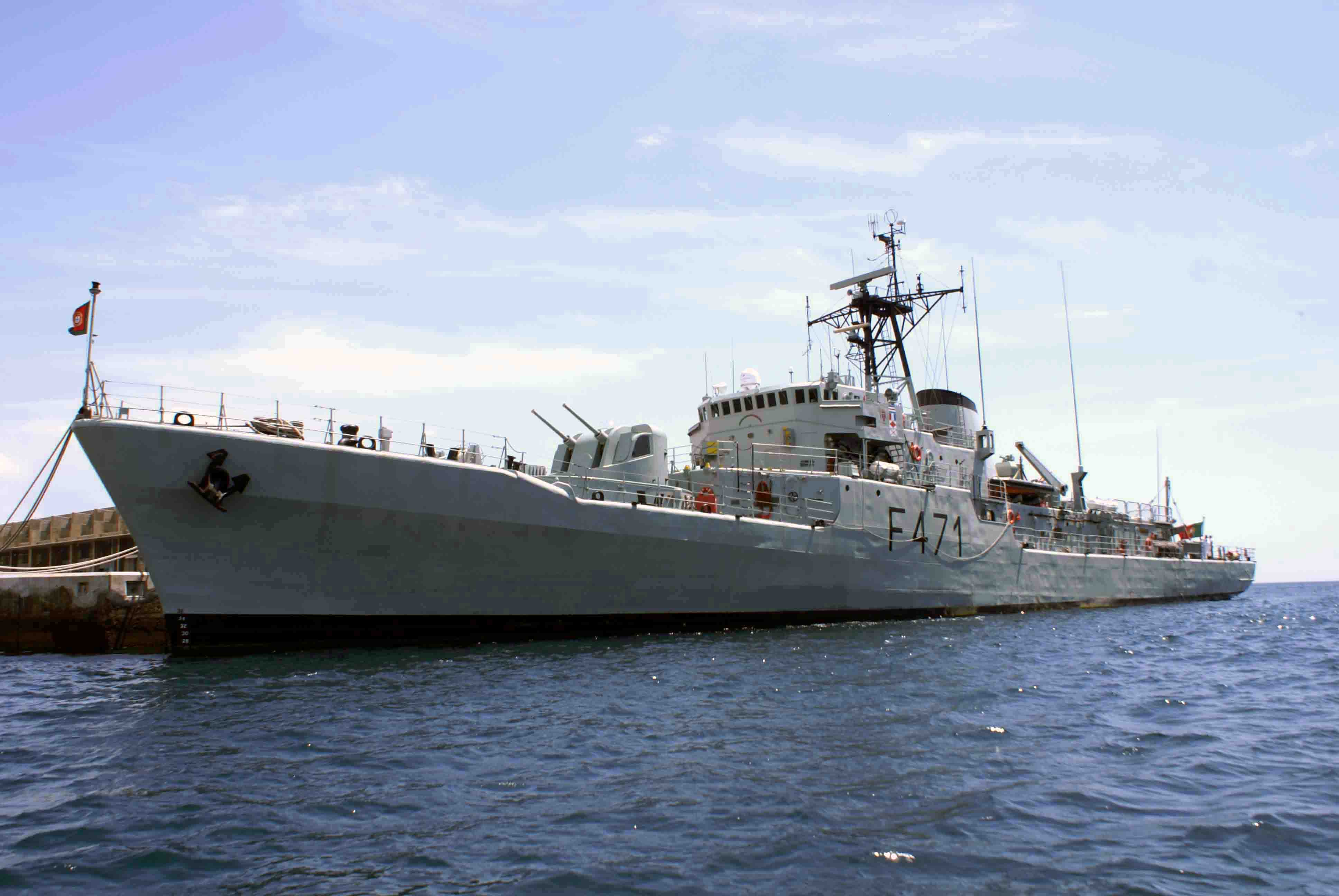
„Antonio Enes” (F471)

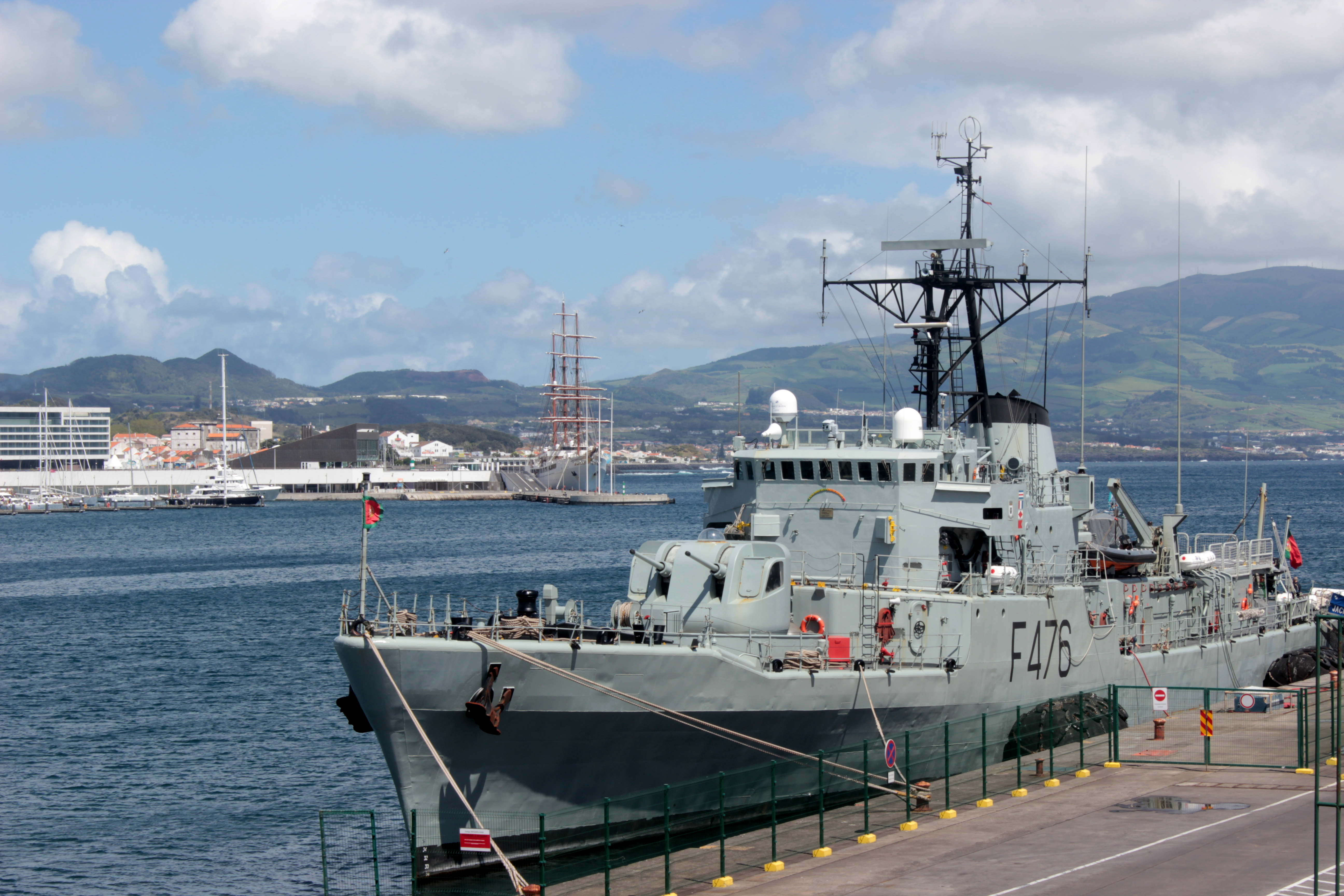
„Jacinto Cândido” (F476) w 2015 w Ponta Delgada

Okręty miały gładkopokładowy kadłub z lekkim wzniosem w kierunku dziobu i nieznacznie podwyższonym pokładem na samym dziobie oraz wzdłużnym załamaniem burt w części dziobowej, dla polepszenia dzielności morskiej. Lekko wygięta dziobnica była wychylona do przodu. Na pokładzie dziobowym umieszczona była wieża artyleryjska. Całe śródokręcie zajmowała grupa nadbudówki, z pojedynczym szerokim kominem o opływowej formie pośrodku długości okrętu. W przedniej części, na wysokości pomostu bojowego, dolna kondygnacja nadbudówki stanowiła nadbudowę, ze ścianami stanowiącymi przedłużenie burt. Na dachu nadbudówki dziobowej była podstawa radaru artyleryjskiego i za nią pojedynczy maszt kratownicowy. Za kominem na pokładzie nadbudówki znajdowało się w osi okrętu stanowisko działek przeciwlotniczych, a dalej platforma dla śmigłowca. Pokład rufowy za nadbudówką nie był zabudowany; rufa była pawężowa.
Długość całkowita fregat wynosiła 84,6 m, a długość między pionami 81 m, natomiast szerokość 10,3 m. Zanurzenie wynosiło od 3,07 do 3,6 m; podawana jest często średnia wartość 3,3 m. Wyporność standardowa wynosiła 1203 ts (ton angielskich), zaś pełna 1380 ts (według innych publikacji, odpowiednio 1252 ts i 1401 ts).
Wczesne źródła podawały liczebność załogi 97 osób, w tym 9 oficerów, a późniejsze z lat 80. – 100 osób (9 oficerów). Pod koniec służby, po zmianie przeznaczenia okrętów załoga została zredukowana do 72 osób (7 oficerów).

### Uzbrojenie
Uzbrojenie główne stanowiły dwie amerykańskie automatyczne armaty uniwersalne kalibru 76 mm Mk 33 w jednej dwudziałowej wieży na dziobie. Długość lufy wynosiła 50 kalibrów (L/50), a strzelały pociskami o masie 6 kg na maksymalną odległość 12,8 km. Szybkostrzelność maksymalna wynosiła 50 strz./min. Ich ogniem kierował system kierowania ogniem Mk 63 GFCS z radarem SPG-34.
Uzbrojenie przeciwlotnicze uzupełniała podwójnie sprzężona armata przeciwlotnicza 40 mm Bofors na platformie za kominem, o długości luf L/60. Ogniem armaty kierował system kierowania ogniem Mk 51 GFCS.
Do zwalczania okrętów podwodnych służył miotacz rakietowych bomb głębinowych Hedgehog, dwa miotacze bomb głębinowych oraz zrzutnie na 20 bomb głębinowych.

### Wyposażenie
Okręty początkowo były wyposażone w radar dozoru powietrznego MLA-1B. W latach 1989–91 był on wymieniany jako przestarzały na radar dozoru nawodnego produkcji Kelvin Hughes, pracujący w paśmie I, bardziej odpowiedni do celów patrolowych. Radar ten był usytuowany na szczycie masztu. Ponadto okręty miały radar nawigacyjny Decca RM 1226C. Do kierowania ogniem artylerii głównej służył radar SPG-34, na dachu nadbudówki dziobowej.
Do wykrywania okrętów podwodnych okręty były wyposażone w sonar QCU-2, zdemontowany do 1987 roku.
W latach 1989–91 okręty otrzymały system łączności satelitarnej Inmarsat oraz satelitarny system wymiany danych dla celów ochrony rybołówstwa SIFICAP.

### Napęd
Napęd stanowiły dwa 12-cylindrowe silniki wysokoprężne OEW Pielstick 12 PC2.2 V 400, napędzające dwie śruby. Moc siłowni wynosiła 10 560 bhp (10 707 KM). Prędkość maksymalna wynosiła 24,4 węzła (późniejsze źródła podawały prędkość 22 węzły). Zasięg wynosił 5900 Mm przy prędkości 18 węzłów.

## Służba

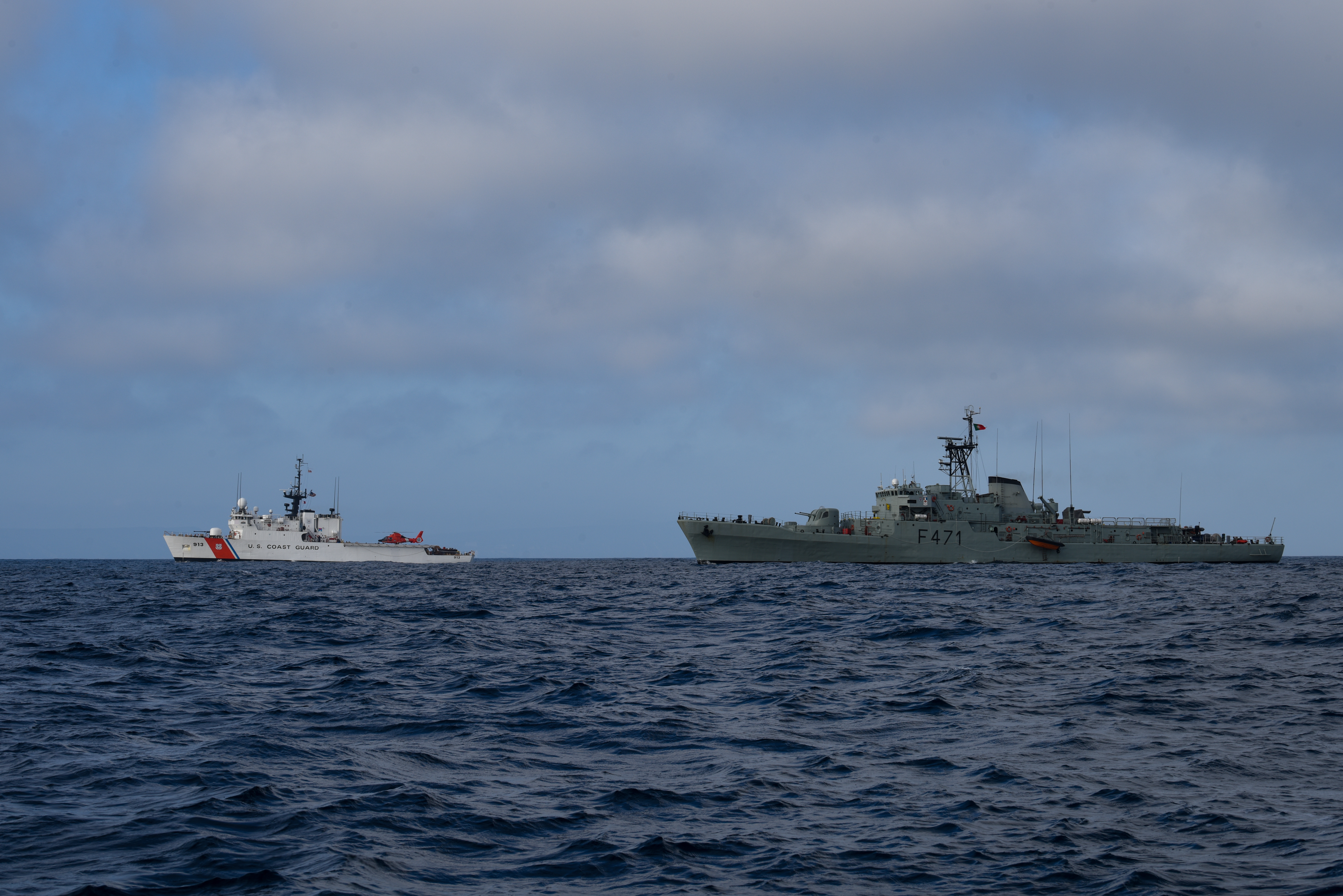
„Antonio Enes” (F471) podczas ćwiczeń z amerykańskim kutrem straży wybrzeża USCGC „Mohawk” w 2022

Podczas trwających na obszarze kolonii portugalskich do 1975 roku wojen kolonialnych korwety pełniły funkcje patrolowe i wsparcia ogniowego. Po uzyskaniu niepodległości przez kolonie, okręty zaczęły pełnić służbę na portugalskich wodach terytorialnych.
W latach 80. rozważano modernizację i dozbrojenie okrętów w pociski przeciwokrętowe i przeciwlotnicze, lecz zrezygnowano z tego z przyczyn finansowych. Zamiast tego, do 1987 roku z okrętów zdjęto wyposażenie do wykrywania i zwalczania okrętów podwodnych i przeznaczono je do celów patrolowych, w tym ochrony rybołówstwa. W efekcie, załoga zmniejszyła się do 72 osób.
Pierwsze dwa okręty wycofano ze składu marynarki w latach 2003–04, a kolejne dwa w 2010 i 2014. Jako przedostatni został wycofany „Jacinto Cândido” 15 listopada 2018 roku.